# Prinses Máxima (Schiff)
Die Prinses Máxima ist ein niederländisches Schulschiff, das für die Ausbildung von Binnenschiffern eingesetzt wird, zeitweise im Koppelverband mit der Prinses Amalia. 

## Bau und Einsatz
Die Rümpfe der beiden Schiffe wurden von der Werft Turnu Severin Shipyard in Rumänien gebaut und über den Main-Donau-Kanal in die Niederlande gebracht. Die Fertigstellung erfolgte danach auf der Smits-Werft in Krimpen aan de Lek. An den Baukosten in Höhe von 3,6 Millionen Euro haben sich auch Binnenschifffahrtsunternehmen beteiligt.
Die Schiffe wurden am 17. Februar 2006 in Dienst gestellt. Benannt sind sie nach Máxima der Niederlande und Amalia van Oranje. Der Koppelverband wird vom Maritiem College IJmuiden und der Maritieme Academie Harlingen, zwei Schulen der Dunamare Onderwijsgroep, eingesetzt. Mit der Prinses Máxima werden auch längere Ausbildungsfahrten auf dem Rhein und in das ARA-Gebiet (Amsterdam-Rotterdam-Antwerpen) unternommen.

## Ausstattung
Prinses Máxima
Das Motorschiff hat klimatisierte Unterkünfte für 24 Schüler und 4 Besatzungsmitglieder. Der Unterrichtsraum wird auch als Messe genutzt. Die weitere Ausrüstung des Schiffes besteht aus:
- 2 Hauptmotoren Caterpillar 3406 C je 300 kW auf 2 Vierblattschrauben, 1.200 mm
- 2 Dieselgeneratoren je 107,5 kVA, Cummins 6BT5.9
- 1 Dieselgenerator 66 kVA, Cummins 4BT3.9 G4
- 1 Hilfsgenerator 15 kVA, Hatz 2L41C
- 2 Bugstrahlruder, Cummins M 11G2, je 283 kW
- Hydraulische Rudermaschine mit vier Rudern
- 2 JMA 6o9 LCD-Flussradargeräte, GPS-Kompass, doppelter Autopilot
- In der höhenverstellbaren Kommandobrücke sind alle Bedienungs- und Überwachungseinrichtungen doppelt vorhanden, damit der Ausbilder den Schüler überwachen kann.

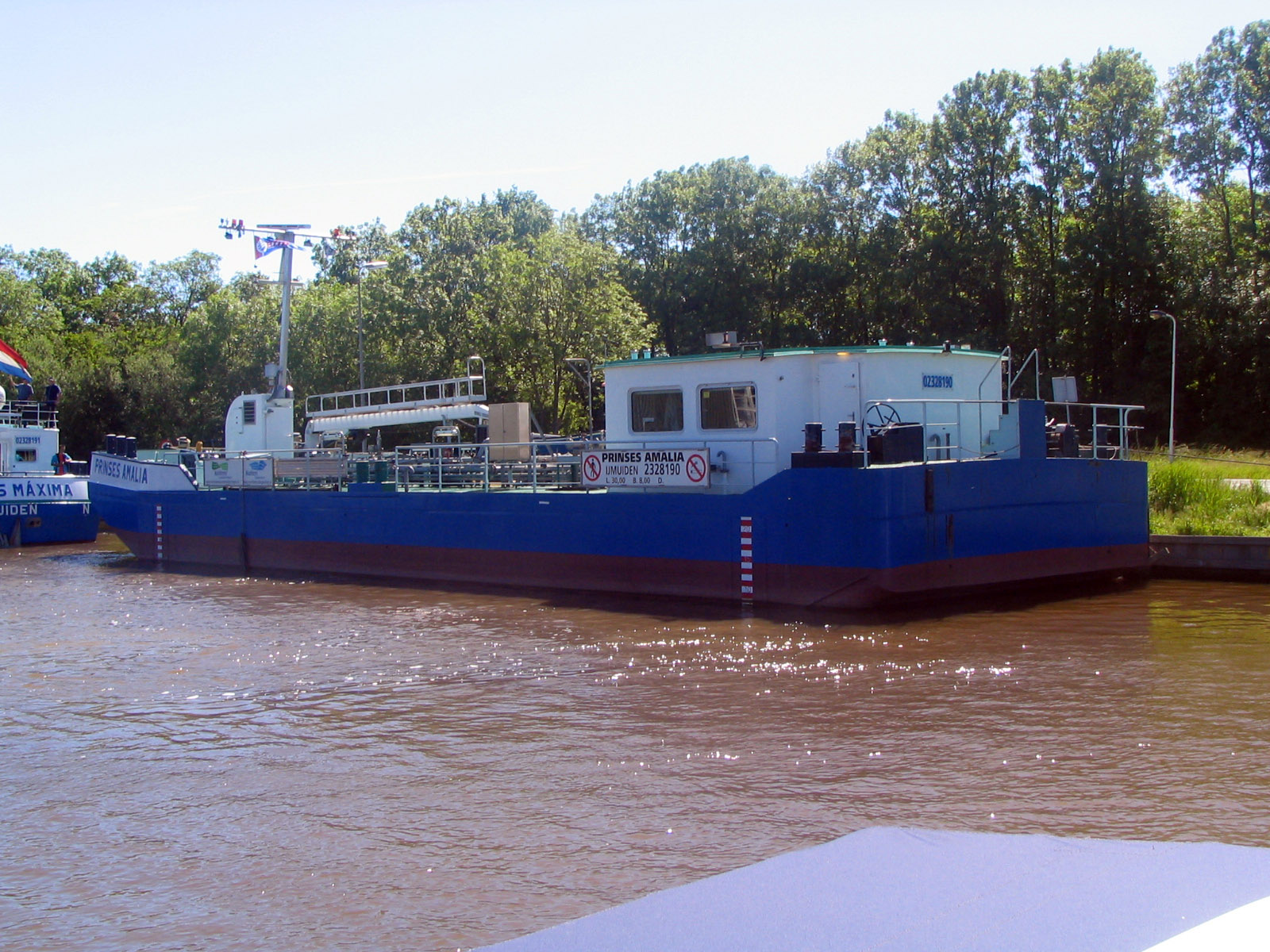
Prinses Amalia (ENI 02328190)

Prinses Amalia
Der 30,0 m lange und ebenfalls 8,0 m breite Leichter verdrängt 388 Tonnen. Er ist als Tanker mit allen notwendigen Einrichtungen zum Laden und Löschen ausgelegt, dabei kann der Bunkermast auch als Schiffskran eingesetzt werden. Für die Ausbildung im Hafen ist die Prinses Amalia mit einem eigenen Unterrichtsraum ausgestattet. Geschoben von der Prinses Máxima lernen die zukünftigen Binnenschiffer, wie ein Koppelverband zu fahren ist.